# Thomas Bowdler
Thomas Bowdler (IPA /ˈbaʊdləː/) (11 de julio de 1754 – 24 de febrero de 1825) fue un médico y ajedrecista inglés que publicó Family Shakespeare, una versión de las obras de William Shakespeare modificada para que fuera, según su criterio, más apropiada que el original para mujeres y niños. También editó Historia de la Decadencia y Ruina del Imperio Romano de Edward Gibbon con el mismo criterio. Sus modificaciones fueron objeto de críticas y burlas. En inglés se emplea el epónimo bowdlerise (o bowdlerize) y su nombre se asocia en la actualidad con la censura puritana a la literatura, filmes y programas de televisión.

## Biografía
Bowdler nació en las proximidades de Bath. Hijo de un caballero, estudió medicina en la Universidad de St. Andrews, donde se graduó en 1776, pero no llegó a practicar la medicina; se dedicó, en cambio, a la cuestión de la reforma de las prisiones.
Fue un fuerte jugador de ajedrez de su tiempo. Se conserva registro de ocho partidas suyas contra los mejores jugadores de su tiempo, François-André Danican Philidor, que estaba tan confiado de su superioridad que le dio ventaja. Bowdler ganó dos veces, perdió tres y empató otras tres. La primera partida de la que se tiene registro en la que se realizó un sacrificio doble de torre se jugó entre Bowdler (blancas) y H. Conway en Londres en 1788.
En 1818, tras retirarse a la Isla de Wight, publicó su Family Shakespeare, que alcanzó un éxito considerable. A partir de entonces intentó hacer lo mismo con las obras del historiador Edward Gibbon, un proyecto que tuvo menos acogida.
Más tarde se estableció en el sur de Gales, donde murió. Está enterrado en Oystermouth, Swansea. Su gran librería biblioteca, que consistía en volúmenes coleccionados por sus ancestros Thomas Bowdler (1638–1700) y Thomas Bowdler (1661–1738), fue donada a la Universidad de Gales, Lampeter-

## Family Shakespeare
En la infancia de Bowdler su padre entretenía a su familia con lecturas dramáticas de extractos de Shakespeare. Más tarde Bowdler se dio cuenta de que su padre omitía o alteraba pasajes que consideraba inapropiados para su mujer e hijos. Bowdler pensó que sería interesante presentar una edición que pudiese leerse en una familia cuyo padre no fuese un «lector prudente y juicioso» y no pudiese hacer las modificaciones necesarias por sí mismo.
En 1807 se publicó la primera edición de Family Shakespeare en cuatro volúmenes que contenían 24 de las obras del dramaturgo. Fue escrito por su hermana Henrietta, pero se le atribuyó a su hermano hasta el siglo XX, pues no se consideraba que las mujeres fuesen capaces de identificar nada que pudiera «ofender a la mente virtuosa y religiosa». En 1818 se publicó The Family Shakespeare, in Ten Volumes; in which nothing is added to the original text; but those words and expressions are omitted which cannot with propriety be read aloud in a family. Cada obra viene precedida por una introducción del propio Bowdler en la que se resumen y justifican los cambios la texto. En 1850 se habían imprimido once ediciones.
Bowdler no fue el primero en emprender este proyecto, y aunque se le considera un ejemplo negativo sus esfuerzos hicieron más socialmente aceptable el enseñar Shakespeare a nuevas audiencias. El poeta Algernon Swinburne dijo «Nunca un hombre hizo mejor servicio a Shakespeare que el hombre que hizo posible el ponerlo en las manos de niños inteligentes e imaginativos».
La preocupación de Bowdler por no aumentar el texto de Shakespeare contrasta con otros editores anteriores. Nahum Tate reescribió El Rey Lear con un final feliz. David Garrick realizó una versión de Otelo en la que Yago era el protagonista, y renombró la obra a Yago. En 1807 Charles Lamb y su hermana Mary publicaron Tales from Shakespeare especificamenete para niños, con sinopsis de las 20 obras, pero citando raramente el texto original.

### Cambios a Shakespeare
Algunos ejemplos de alteraciones hechas por Bowdler:
- En Hamlet la muerte de Ofelia se atribuye a un ahogo accidental, omitiendo así cualquier mención al suicidio.
- La exclamación  «¡Dios!» (God!) se reemplaza por «¡Cielos!» (Heavens!).
- En Enrique IV (Shakespeare), la prostituta Doll Tearsheet no aparece.